# Lotos Team WRC
Lotos Team WRC, también conocido como LOTOS Rally Team es un equipo privado de rally polaco que  que compite en el Campeonato Mundial de Rally. Inicialmente tenía nacionalidad italiana y era gestionado por Motorsport Italia. Hizo su debut en el Rally de Montecarlo de 2013, participando en el campeonato registrado en el certamen de constructores y su principal piloto es el polaco Michal Kosciuszko.

## Resultados

### Campeonato Mundial de Rally
| Año  | Vehículo           | Pilotos           | 1      | 2      | 3       | 4       | 5       | 6   | 7     | 8   | 9       | 10  | 11  | 12  | 13  | Pos. | Puntos | Pos. | Puntos |
| ---- | ------------------ | ----------------- | ------ | ------ | ------- | ------- | ------- | --- | ----- | --- | ------- | --- | --- | --- | --- | ---- | ------ | ---- | ------ |
| 2013 | Mini WRC           | Michał Kościuszko | MON 10 | SWE 14 | MEX Ret | POR Ret | ARG Ret | GRE |       |     |         |     |     |     |     | 19º  | 7      | 8º   | 20     |
| 2013 | Ford Fiesta RS WRC | Michał Kościuszko |        |        |         |         |         |     | ITA 7 | FIN | DEU Ret | AUS | FRA | ESP | GBR | 19º  | 7      | 8º   | 20     |